# Çayeli
Çayeli là một huyện thuộc tỉnh Rize, Thổ Nhĩ Kỳ. Huyện có diện tích 458 km² và dân số thời điểm năm 2007 là 42109 người, mật độ 92 người/km².